# NoJazz
NoJazz est un groupe de musique électronique français.

## Biographie
Né de la rencontre de musiciens issus d’horizons divers, le groupe NoJazz est formé en 2001. Selon la radio JazzRadio, avec un premier album « explosif » paru en 2002, et des concerts cultes aux quatre coins de l’hexagone et de la planète, NoJazz est devenu en quelques années un « O.V.N.I. musical qui déchaîne les passions ». Le groupe s’est produit dans plus de 50 pays et dans les plus grands festivals (Montréal Jazz Festival, Miami JVC, La Villette Jazz Fest, Jazz Open Stuttgart, Cervantino au Mexique, Varsovie, Johannesbourg, Bombay, Pop Kom à Berlin, Los Angeles, Séville, Moscou, Madajazzcar, Nice Jazzfestival...).
Le groupe NoJazz a toujours cultivé autour de lui de multiples complicités. Par exemple avec Teo Macero, le légendaire producteur de Miles Davis pendant les années Columbia, qui produit leur premier album NoJazz à New York. Le rappeur Mangu intervient sur leur morceau Candela. Puis vient la rencontre avec Claude Nougaro qui participe au morceau K du Q, sur l'album noLimits. Leurs tournées successives aux États-Unis leur permettent de construire une collaboration avec Earth, Wind and Fire et de réaliser une séance avec Maurice White et Stevie Wonder pour l’album Have Fun. Pour leur album Soul Stimulation, le groupe bénéficie notamment de la collaboration d'Atom du groupe C2C, et de celle du rappeur BiShop,.
Ils participent au générique de l'émission Salut les Terriens, de Thierry Ardisson sur C8. En septembre 2021, le groupe ouvre le Nîmes Métropole Jazz Festival.

## Style musical
Selon RFI, la naissance du groupe NoJazz, au début des années 2000, se situe « en plein boom électro-jazz », et NoJazz puise « autant dans l’électro que dans le funk des années 1980 ». France Bleu décrit leur musique avec cette formule: « du groove, du funk et de l'electro pour dire le jazz ». Pour la radio JazzRadio, l’album Soul Stimulation de NoJazz est « un mélange de soul, de son funky des années 80, d’hip-hop et de productions électro ». Pour FIP Radio, NoJazz est « un fin cocktail de swing, d'électronique, d'acoustique, de jungle, de trip hop, samples et de funk à la sauce drum and bass sur fond de cuivres.... Bref un groupe éclectique et fun [...] ».

## Discographie
- 2002 : NoJazz
- 2004 : noLimits Mixes and Combinations
- 2005 : Have Fun
- 2009 : Zooland
- 2013 : Live au Sunset
- 2016 : Soul Stimulation
- 2019 : Beautiful Life
- 2022 : Nojazz play jazz

## Membres

### Membres actuels
- Philippe Balatier — clavier, programmations
- Philippe Sellam — saxophone
- Sylvain Gontard — trompette
- Pascal Reva — guitare, percussions
- Jeffrey — chant

### Anciens membres
- Guillaume Poncelet — trompette
- Mike Chekli — DJ
- Nicolas Folmer — trompette
- HKB FINN — spoken word